# Epoka astrologiczna

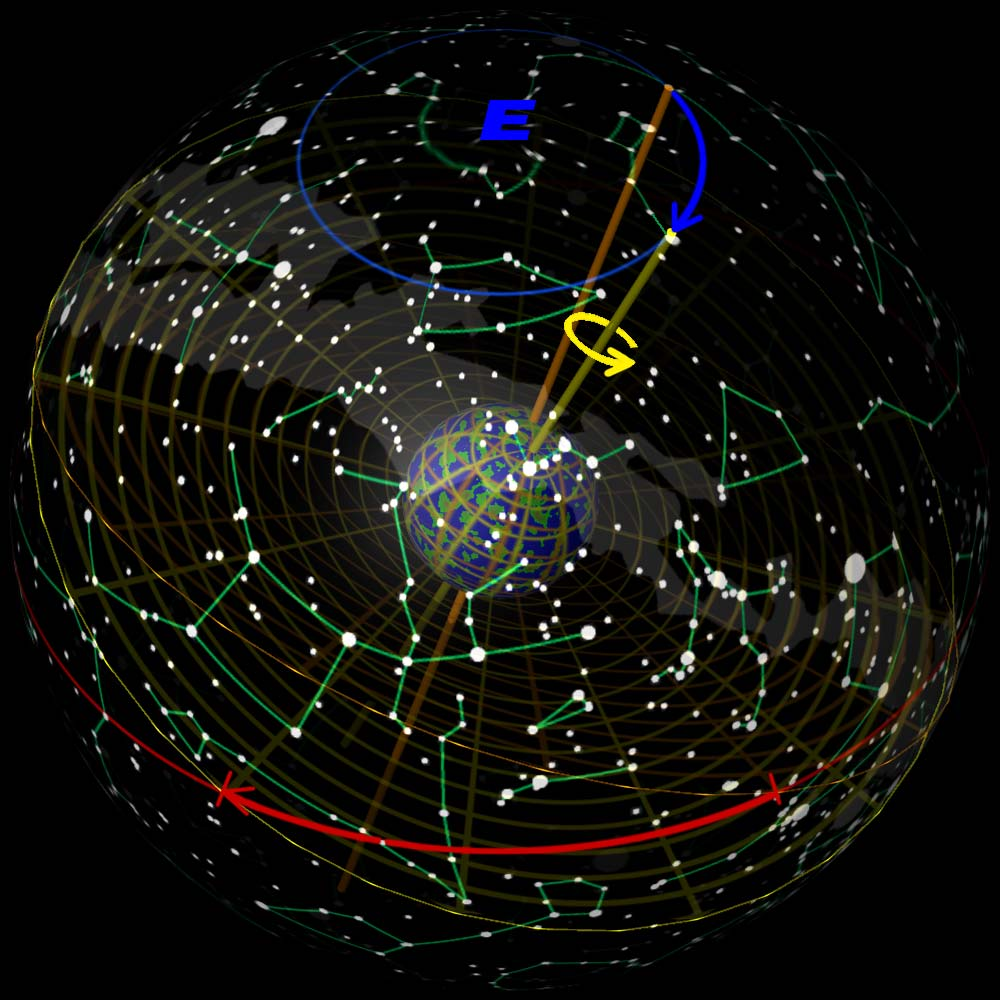

Epoka astrologiczna – jednostka podziału roku platońskiego według astrologów. Każda epoka trwa średnio około 2150 lat. Epoki astrologiczne biorą swoje nazwy od znaków zodiaku, ale następują w odwrotnej kolejności.
Szczegółowy podział epok astrologicznych znajduje się w artykule: Rok platoński.